# Jean Despujols
Jean Despujols né à Salles (Gironde) le 19 mars 1886 et mort à Shreveport (Louisiane) le 26 janvier 1965 est un peintre et écrivain français, naturalisé américain en 1945. 

## Biographie
Jean Despujols provient d'une famille d'enseignants imprégnée des valeurs de la région rurale des Landes, de la viticulture et des idéaux républicains français. Ses parents sont Bernard Despujols et Jeanne Linthilhac. Il a une soeur, Lucienne Linthilhac. De 1909 à 1911, il est l'élève de Paul Quinsac à l'école des beaux-arts de Bordeaux. En 1910, il remporte le Prix de la ville. Puis, il intègre l'École des beaux-arts de Paris en mai 1912, où il étudie dans l'atelier de Gabriel Ferrier. 
Il obtient un second premier grand prix de Rome de peinture en 1914, mais est mobilisé pendant la Première Guerre mondiale comme mitrailleur. Il rejoint la villa Médicis à Rome avec son ami Jean Dupas en 1919 et y travaillera jusqu'en 1923. Ensemble avec d'autres artistes tels que Robert Poughéon, Alfred Janniot et Roger Bissière, ils s'efforcent d'établir un lien entre la tradition et la modernité dans la peinture, suivant ainsi une approche typiquement française. En adhérant à cette maxime, ils produisent leurs premières œuvres en Italie pendant la période du Retour à l'ordre. A Rome, il rencontre sa première femme, alors encore adolescente, Donata Vannutelli (1903 - 1944), fille de l'Amiral Lamberto Vannutelli. Son mariage avec elle en 1922, facilite son établissement en Italie et lui permet d'établir des liens avec d'autres peintres.
Rentré en France avec sa femme, il expose régulièrement au Salon des artistes français, au Salon des indépendants et au Salon des Tuileries ainsi que dans de nombreuses expositions à l'étranger : Londres, Genève, Tokyo, Copenhague, Amsterdam… En 1924, il devient professeur à l'Ecole américaine de Fontainebleau. Il peint des représentations de sa femme en 1925 avec La Secrétaire, et Donata, femme de l'artiste en Suzanne au bain. Donata est artiste comme son mari, elle rédige des pièces de théâtre et se produit au sein d'une troupe. Le couple ont une fille ensemble.
Il participe à plusieurs chantiers décoratifs : il peint une monumentale Agriculture pour la tour de Bordeaux à l'Exposition internationale des Arts décoratifs et industriels modernes de 1925, et réalise en 1936 une peinture murale sur La Santé pour la mairie-annexe du 14e arrondissement de Paris. Il donne des cours de 1924 à 1936 à l’école d’art américaine de Fontainebleau. En 1931, il obtient la médaille d'or au Salon d'Automne. En 1935, il rédige un article sur Jean Dupas dans L’Art et les Artistes.
Il reçoit en 1936 le prix de l'Indochine qui lui permet séjourner dans les colonies françaises d'Asie, où il produit plusieurs centaines d'œuvres dans un goût exotique — conservées pour beaucoup à Shreveport, Meadows Museum. Il a pour mission spécifique de voyager dans en Indochine pour témoigner de la vie des peuples et de leurs coutumes avant qu'elles ne soient irréversiblement modifiées par les influences européennes. 
De retour en France en 1939, il conçoit un projet d'exposition de ses tableaux et dessins coloniaux à l'Orangerie des Tuileries, finalement abandonné après la déclaration de la Seconde Guerre mondiale. Il s'installe définitivement aux États-Unis en 1941 et y rejoint sa nouvelle femme Milicent Jordan, pianiste américaine rencontrée à l'école d'art de Fontainebleau. Il est finalement naturalisé américain en 1945, et poursuit une carrière de portraitiste et de compositeur de pièces pour piano, en compagnie de son épouse. Il meurt en Louisiane en 1965.

## Œuvres
On lui doit L'Epitinikaire ou Introduction à la jouissance intégrale (2 vol.). Il rédige plusieurs poèmes et ouvrages philosophiques, sociopolitiques, pédagogiques ou esthétiques.
États-Unis
- Des Moines (Iowa), Salisbury House and Gardens : Nu féminin.

France
- Beauvais, MUDO - Musée de l'Oise : Famille dans un paysage basque, 1925.
- Bordeaux :
  - Athénée municipal : L'Agriculture, 1925[8].
  - musée des Arts décoratifs et du Design : Bacchus et Ariane, 1925, huile sur bois.
  - musée des Beaux-Arts : Portrait de Vincent Imberti.
- Boulogne-Billancourt, musée des Années Trente : La Partie de pêche, 1925.
- Libourne, musée des Beaux-Arts : La Secrétaire.
- Paris :
  - École nationale supérieure des beaux-arts : La Passion de la Vierge, 1914.
  - mairie annexe du 14e arrondissement : La Santé du 14e arrondissement, 1936.
  - musée national d'Art moderne : Le Modèle letton, 1932.
- Roubaix, La Piscine : La Pensée, vers 1929, dépôt du musée national d'Art moderne.

- Localisation inconnue : La Vie passe la coupe au Bien et au Mal, à la Douleur et à la Joie, à la Beauté et à la Laideur, 1922, envoi de Rome[réf. nécessaire].